# Hannover
Hannover (AFI: /anˈnɔver/; in tedesco AFI: /haˈnoːfɐ/, ; in basso tedesco Hannober; in italiano ottocentesco Annover) è una città della Germania centro-settentrionale di 535 932 abitanti, capitale dello stato federato della Bassa Sassonia (Niedersachsen) e situata sulle rive del fiume Leine, sul suo affluente Ihme e sul Mittellandkanal.
Importante centro industriale, commerciale e di traffici, andò quasi completamente distrutta nella seconda guerra mondiale, ed è stata riedificata con criteri urbanistici moderni. Della vecchia città restano la Marktkirche, grande edificio gotico in cotto del XIV secolo e l'Altes Rathaus, altro edificio gotico in cotto del XV secolo. Hannover è capoluogo del Land della Bassa Sassonia e di un omonimo ente sovracomunale che esercita funzioni simili a quelle di un circondario e fa parte della Regione metropolitana di Hannover-Braunschweig-Gottinga-Wolfsburg. È la quinta città più grande dell'area dialettale del Basso Tedesco dopo Amburgo, Dortmund, Essen e Brema.

## Storia

### Medioevo
Fu fondata in epoca medievale sulla riva del fiume Leine (il nome originario, Honovere, può essere tradotto "alta riva", anche se in modo controverso). La prima menzione risale al 1150. All'inizio era un piccolo villaggio di traghettatori e pescatori. Successivamente l'abitato divenne un centro piuttosto grande nel Trecento. Nel Quattrocento furono costruite le principali chiese della città e un muro di cinta con tre cancelli a scopo difensivo.
La sua posizione nelle regioni navigabili del fiume ne favorì la crescita grazie all'aumento del commercio. Era collegata alla città anseatica di Brema dal fiume Leine ed era situata vicino al margine meridionale dell'ampia pianura della Germania settentrionale e a nord-ovest dei monti Harz, in modo che il traffico est-ovest, come le mulattiere, la attraversasse. Hannover era quindi una porta d'accesso alle valli fluviali del Reno, della Ruhr e della Saar, alle loro aree industriali di crescita a sud-ovest e alle regioni di pianura a est e a nord, nonché al traffico interno lungo lo Harz tra i Paesi Bassi e la Sassonia o la Turingia.

### Dal XVII al XIX secolo
Nel 1636 il duca Giorgio di Brunswick-Lüneburg, signore anche del principato di Calenberg e di Gottinga, decise di spostare la sua residenza ad Hannover. Da allora il suo ducato è noto con il nome di Ducato di Hannover (vedi Casata degli Hannover). I suoi discendenti sarebbero divenuti in seguito re della Gran Bretagna (dopo l'Ottocento sovrani del Regno Unito). Il primo di essi, Giorgio I, ascese al trono britannico nel 1714. Tre re della Gran Bretagna o del Regno Unito sono stati allo stesso tempo Principi elettori di Hannover.
Durante la Guerra dei sette anni, il 26 luglio 1757, ad Hannover ebbe luogo la Battaglia di Hastenbeck, in cui l'esercito francese sconfisse l'Armata dell'Osservazione di Hannover, iniziando così l'invasione dell'Hannover che portò infine all'occupazione della città.

### Dal XIX secolo ai giorni nostri
Dopo che Napoleone impose la Convenzione di Artlenburg (Convenzione dell'Elba) il 5 luglio 1803, circa 30.000 soldati francesi occuparono Hannover. La convenzione prevedeva anche la dissoluzione dell'armata di Hannover. Giorgio III non riconobbe la Convenzione e si adoperò per reclutare truppe straniere.
Ne conseguì una massiccia emigrazione di soldati di Hannover verso il Regno Unito, dove andarono a formare la Legione tedesca del Re, che avrebbe rivestito un ruolo di primo piano nella Battaglia di Waterloo. Al Congresso di Vienna nel 1814 Giorgio III rilevò l'elettorato del Regno di Hannover. Il Congresso di Vienna del 1815 elevò l'elettorato a Regno di Hannover. L'omonima capitale si estese alla riva occidentale del Leine e da allora crebbe considerevolmente.
Nel 1837 l'unione personale del Regno Unito e di Hannover finì quando a salire al trono nel Regno Unito fu una donna, la regina Vittoria, mentre Hannover poteva essere ereditato soltanto dai maschi, per via della legge salica. Hannover continuò ad essere un regno sino al 1866, quando fu annesso alla Prussia durante la guerra austro-prussiana. Dopo l'annessione, la gente di Hannover si oppose al regime prussiano.Per l'industria di Hannover, tuttavia, il nuovo collegamento con la Prussia significò un miglioramento degli affari. L'introduzione del libero scambio favorì la crescita economica e portò alla rinascita della Gründerzeit (l'epoca della fondazione). Tra il 1879 e il 1902 la popolazione di Hannover passò da 87.600 a 313.940 abitanti.
Nel 1842 fu inaugurato il primo tram a cavalli e dal 1893 fu installato un tram elettrico. Nel 1887, Emile Berliner di Hannover inventa la registrazione e il grammofono.
La crescita di Hannover continuò fino alla Seconda guerra mondiale, in cui furono bombardati i due terzi della città.
Dopo la guerra Hannover si trovò sotto la zona di occupazione britannica e divenne poi famosa per aver ospitato esposizioni commerciali, come la CeBIT e la Fiera di Hannover. 
Nel 2000 ha ospitato anche Expo 2000. La zona fieristica di Hannover, per via dei numerosi successivi ampliamenti, specialmente per Expo 2000, è attualmente la più estesa al mondo.

## Monumenti e luoghi d'interesse

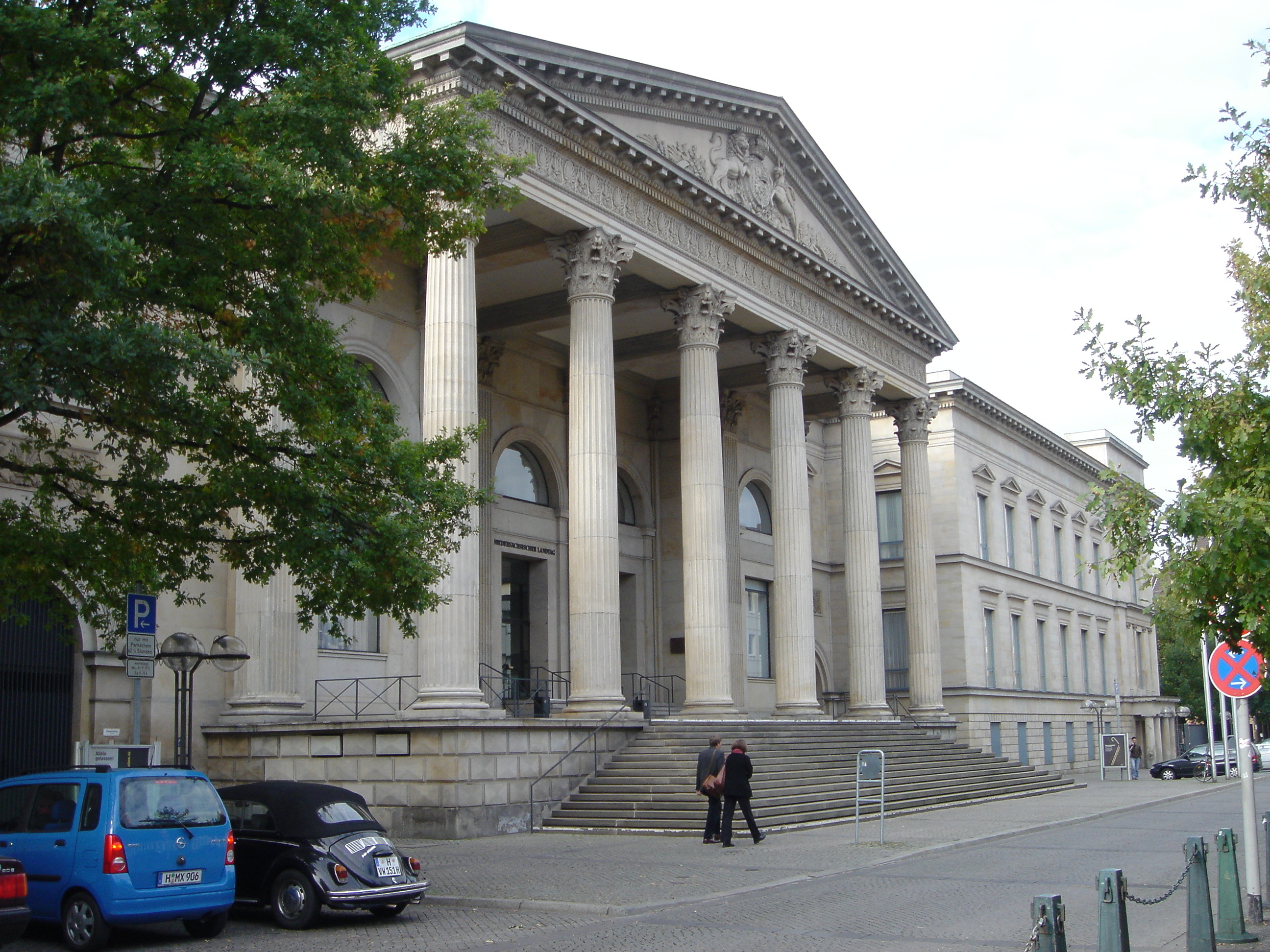
Leineschloss, sede del parlamento della Bassa Sassonia

### Architetture civili
- Altes Rathaus, il vecchio municipio medievale della città.
- Neues Rathaus, il nuovo municipio.
- Palazzo Wangenheim
- Leineschloss
- Castello di Herrenhausen
- Welfenschloss, la sede dell'Università di Hannover.
- Opera
- Anzeiger-Hochhaus, tipico esempio dell'espressionismo del mattone.
- Gehry Tower
- Continental-Hochhaus

### Architetture religiose
- Marktkirche, la più antica chiesa parrocchiale della città.
- Neustädter Kirche
- Chiesa di San Clemente
- Sinagoga nuova di Hannover, distrutta durante la Notte dei Cristalli.

### Giardini

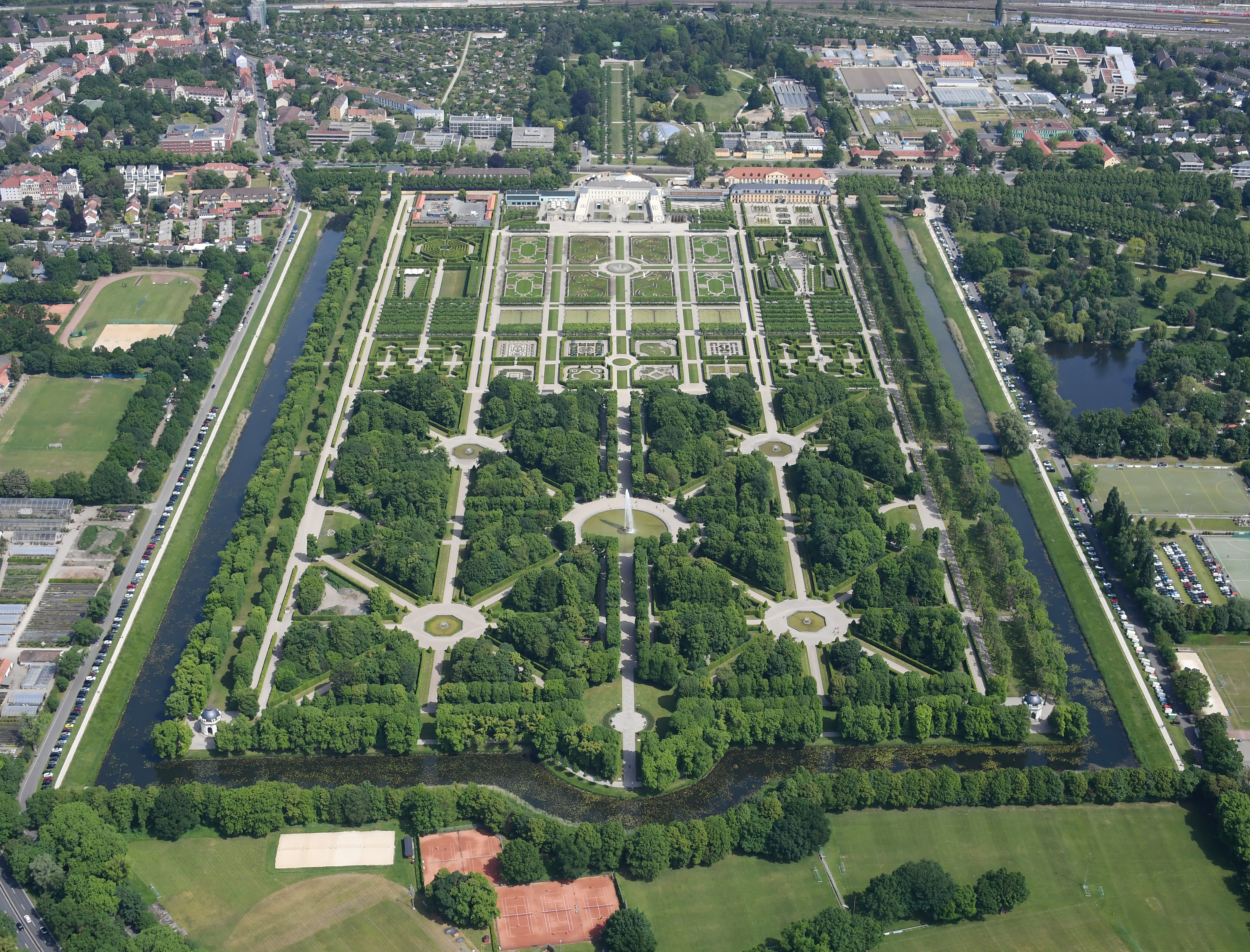
I Giardini di Herrenhausen.

- Giardini reali di Herrenhausen
- Berggarten
- Georgengarten

### Musei
- Niedersächsisches Landesmuseum, museo che conserva anche un'opera del Pontormo.
- Museum August Kestner
- Kestnergesellschaft
- Kunstverein Hannover
- Sprengel Museum

## Geografia fisica

### Posizione
Hannover si trova al centro-sud della Bassa Sassonia, a 55 km da Braunschweig, 70 da Wolfsburg, 132 da Brema, 147 da Magdeburgo, 158 da Amburgo e 291 da Berlino.
La città si trova alla confluenza del fiume Leine e del suo affluente Ihme, nel sud della pianura della Germania settentrionale, ed è la più grande città della regione metropolitana di Hannover-Braunschweig-Gottinga-Wolfsburg. Nelle vicinanze della città di Hannover, si trova anche il lago di Steinhude.

### Suddivisione amministrativa
La città è suddivisa in 12 distretti urbani (Stadtbezirk):
- Ahlem-Badenstedt-Davenstedt
- Bothfeld-Vahrenheide
- Buchholz-Kleefeld
- Döhren-Wülfel
- Herrenhausen-Stöcken
- Kirchrode-Bemerode-Wülferode
- Linden-Limmer
- Misburg-Anderten
- Mitte
- Nord
- Ricklingen
- Südstadt-Bult
- Vahrenwald-List

## Clima
| HANNOVER            | Mesi | Mesi | Mesi | Mesi | Mesi | Mesi | Mesi | Mesi | Mesi | Mesi | Mesi | Mesi | Stagioni | Stagioni | Stagioni | Stagioni | Anno |
| HANNOVER            | Gen  | Feb  | Mar  | Apr  | Mag  | Giu  | Lug  | Ago  | Set  | Ott  | Nov  | Dic  | Inv      | Pri      | Est      | Aut      | Anno |
| ------------------- | ---- | ---- | ---- | ---- | ---- | ---- | ---- | ---- | ---- | ---- | ---- | ---- | -------- | -------- | -------- | -------- | ---- |
| T. max. media (°C)  | 2,9  | 4,0  | 7,9  | 12,8 | 17,7 | 21,1 | 22,2 | 22,2 | 18,8 | 13,7 | 7,7  | 4,1  | 3,7      | 12,8     | 21,8     | 13,4     | 12,9 |
| T. min. media (°C)  | −2,2 | −1,9 | 0,0  | 3,1  | 7,0  | 10,3 | 12,1 | 11,7 | 9,2  | 5,7  | 2,3  | −0,6 | −1,6     | 3,4      | 11,4     | 5,7      | 4,7  |
| Precipitazioni (mm) | 50   | 39   | 47   | 48   | 61   | 73   | 70   | 68   | 54   | 46   | 52   | 58   | 147      | 156      | 211      | 152      | 666  |

## Economia

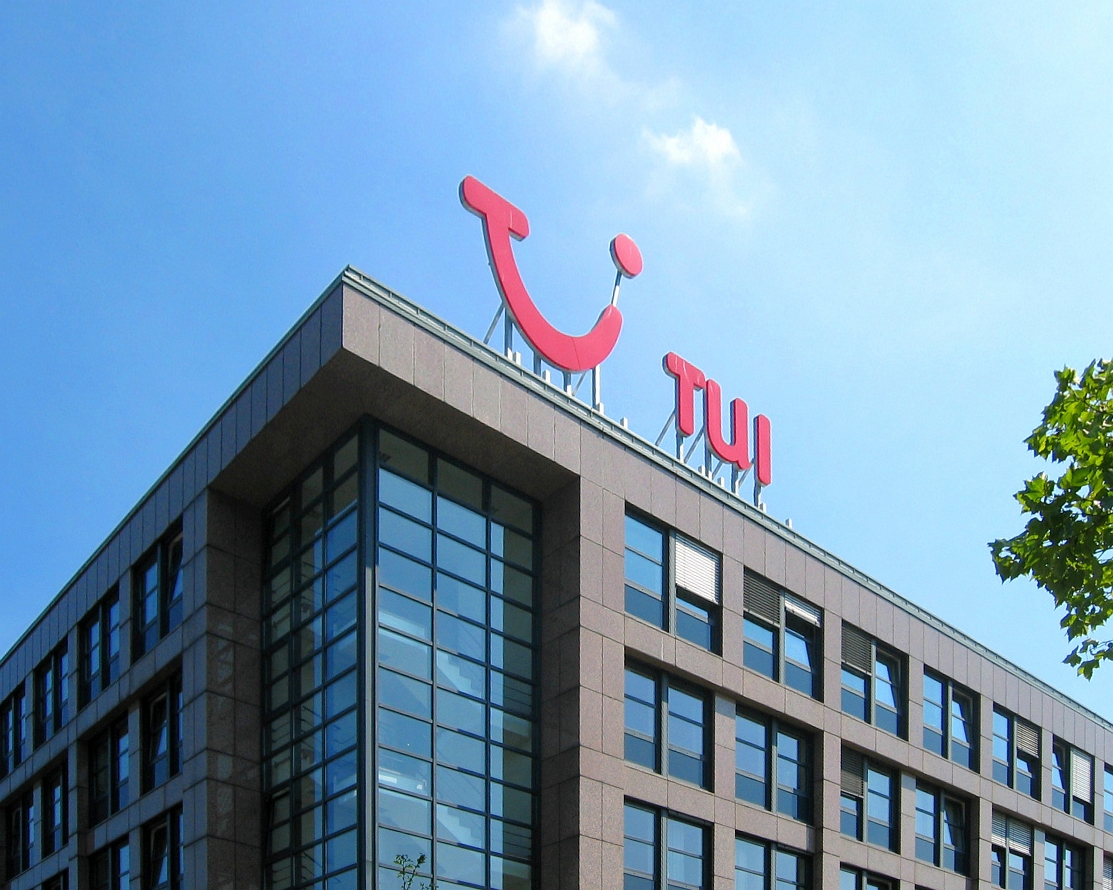
Sede centrale della TUI

### Industria
Varie industrie hanno sede ad Hannover, fra le altre la Volkswagen con lo stabilimento del ramo veicoli commerciali, il produttore di pneumatici Continental, il produttore di componenti auto WABCO, la Komatsu Hanomag (macchine movimento terra), la VARTA (accumulatori, batterie).

### Servizi
Fra le imprese di servizi sono presenti banche di rilievo (NORD/LB, Sparkasse Hannover) e assicurazioni (VHV, HDI, Hannover Rück ed altre). Inoltre il gruppo TUI nel settore del turismo.
La borsa di Hannover è stata fondata nel 1785.

## Istruzione

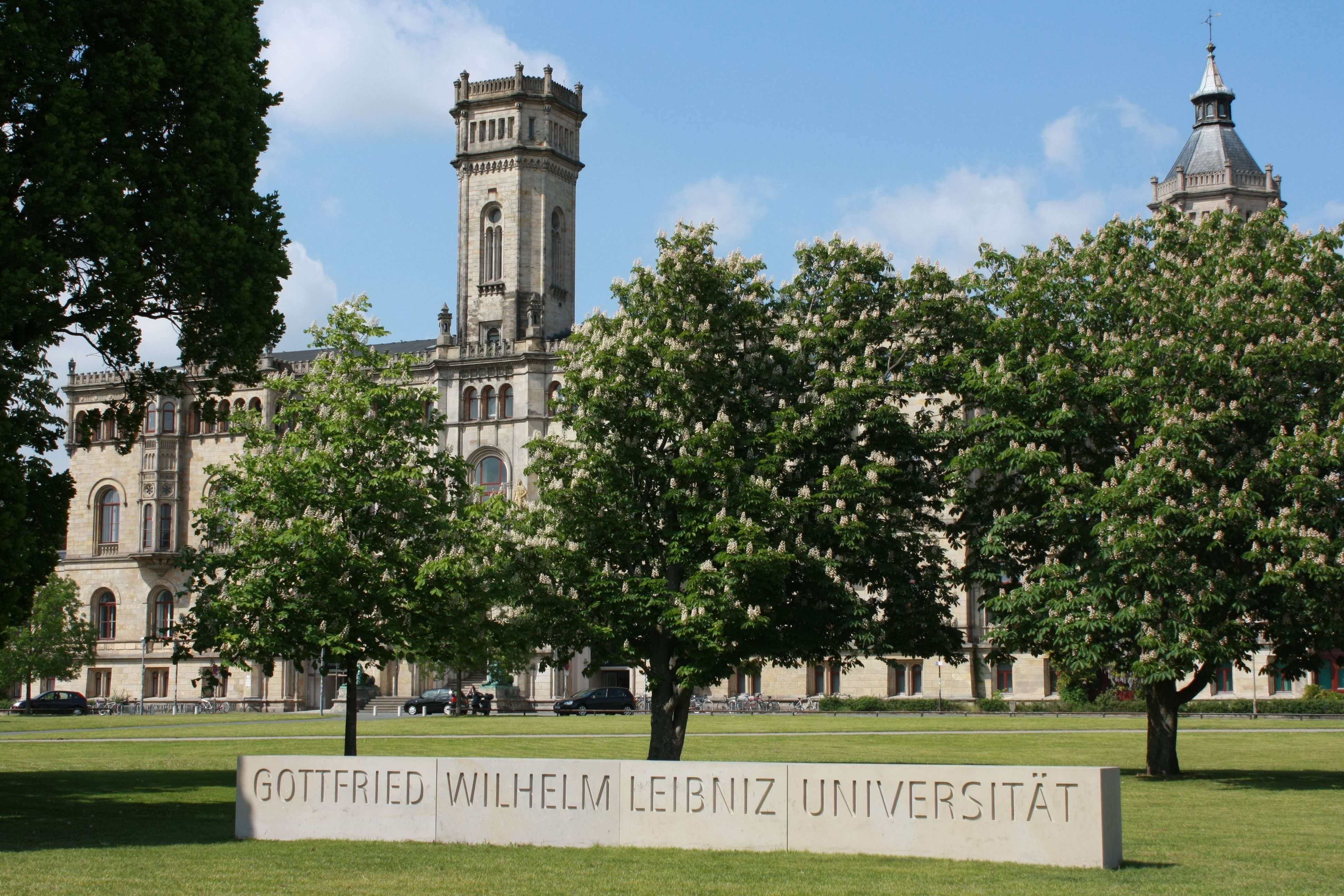
L'Università di Hannover

L'Università di Hannover (Gottfried Wilhelm Leibniz Universität Hannover), fondata nel 1831, è la seconda maggiore università della Bassa Sassonia. L'università ha sede nel castello di Welfenschloss.
Molto importante è anche Hochschule für Musik, Theater und Medien Hannover, ossia il conservatorio di musica, teatro e moderni media.

## Sport
La squadra calcistica rappresentativa della città è l'Hannoverscher Sportverein von 1896, già vincitore due volte del massimo titolo, che milita attualmente nella seconda divisione. Le partite casalinghe si giocano alla Niedersachsenstadion, che ha ospitato le partite dei Mondiali del 1974 e del 2006 e dell'Euro 1988. Arminia Hannover è l'altra squadra di calcio di Hannover.
Hannover è una delle capitali del rugby in Germania. La prima squadra di rugby tedesca è stata fondata ad Hannover nel 1878, il DSV 78 Hannover, ancora in attività. Le squadre con base ad Hannover hanno dominato a lungo la scena del rugby tedesco. Le squadre presenti sono il DRC Hannover, che gioca in Rugby-Bundesliga, il TSV Victoria Linden (20 volte campione di Germania) e l'SV Odin von 1905. Ad Hannover ha la sede la Federazione di rugby tedesca (Deutscher Rugby Verband - DRV).
Il primo club di scherma tedesco fu fondato ad Hannover nel 1862. Oggi ci sono altri tre club di scherma ad Hannover.

## Infrastrutture e trasporti
| Mappa della S-Bahn. | Mappa della Stadtbahn. |

La città di Hannover è un punto di raccordo stradale e ferroviario di grande importanza, anche per via della sua posizione, grossomodo al centro di svariate grandi città tedesche del centro nord. Le autostrade che la servono sono la A2 (Oberhausen-Berlino) e la A7 (Ellund-Füssen), che percorre la Germania dal confine danese a quello austriaco. Altre autostrade minori sono la A37 e la A352, con funzione di raccordo cittadino.
La stazione ferroviaria centrale, Hannover Hauptbahnhof, è un punto di snodo di vari tracciati: Fra esse vi sono la linea Berlino - Amsterdam / Colonia, la Amburgo - Monaco / Francoforte, e la Hannover-Brema.
I trasporti urbani comprendono una rete di 5 linee di S-Bahn, 12 linee di Stadtbahn, nonché di autobus.

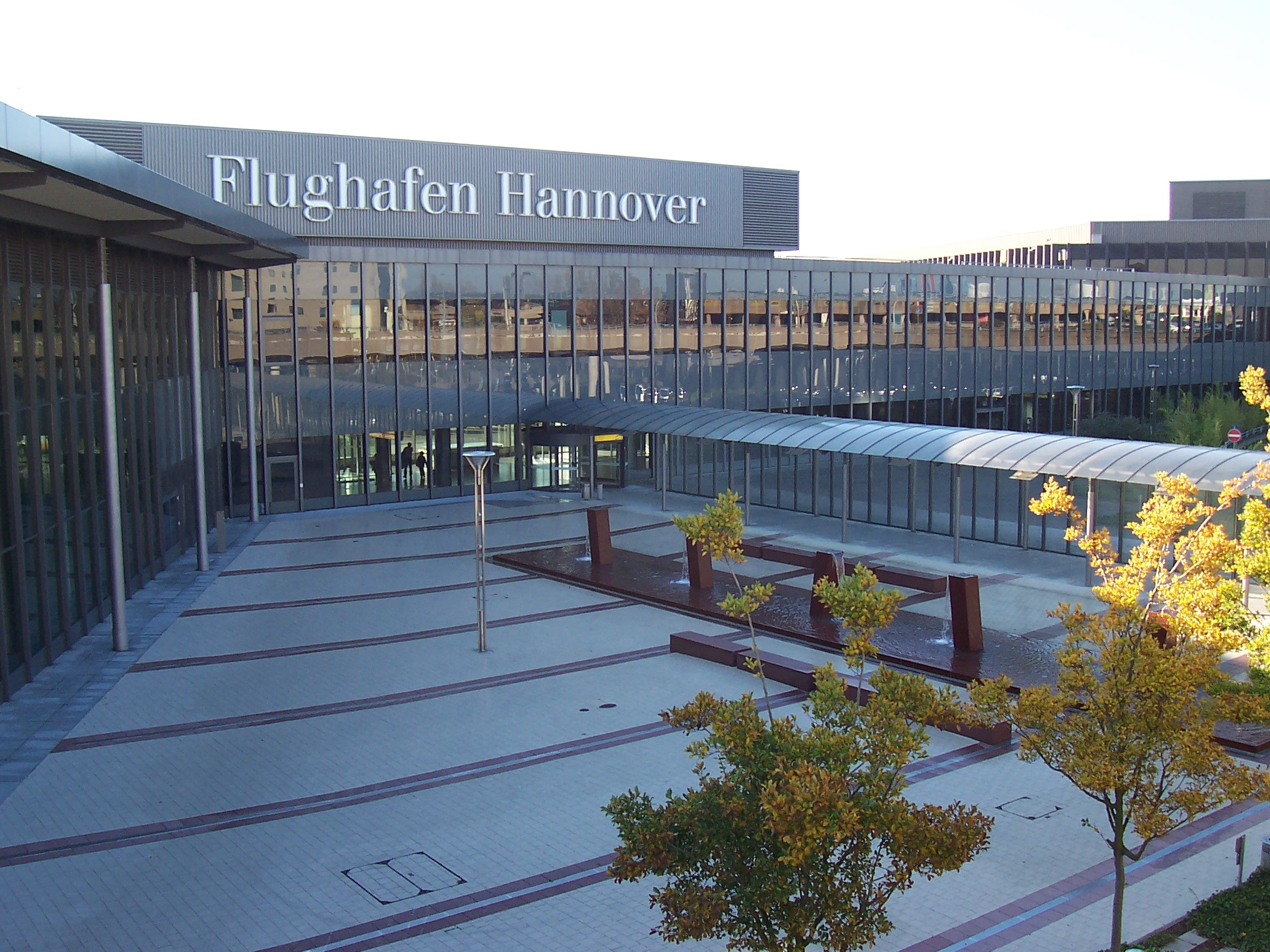
Flughafen Hannover-Langenhagen

L'aeroporto cittadino, Hannover-Langenhagen, si trova ad 11 km a nord del centro, ed è ad esso ben collegato tramite la S-Bahn. Lo scalo internazionale è composto da 4 terminal.

## Amministrazione

### Gemellaggi
- Bristol, dal 1947
- Perpignano
- Rouen
- Lipsia, dal 1987
- Hiroshima
- Giacarta
- Poznań
- Kansas City (Missouri)
- Blantyre
- Montréal

## Galleria d'immagini

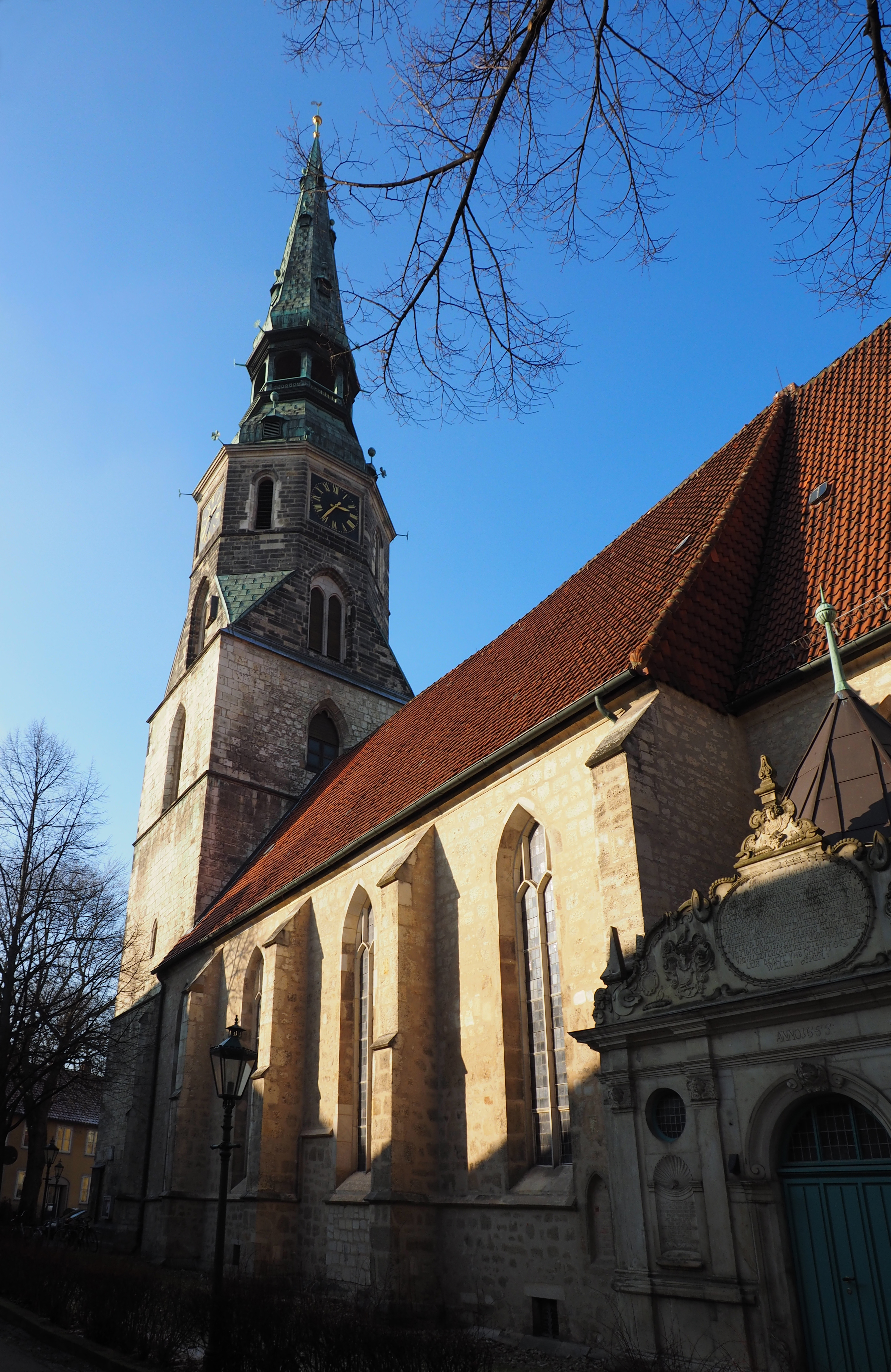
La Chiesa di Santa Croce.
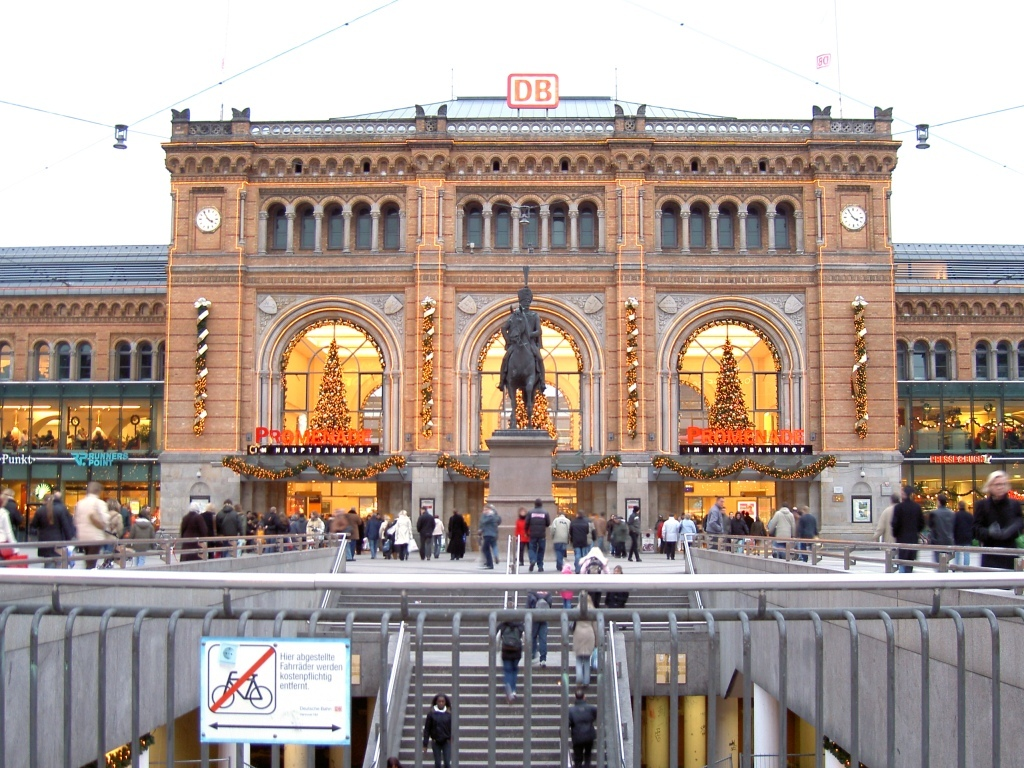
La Stazione di Hannover Centrale.
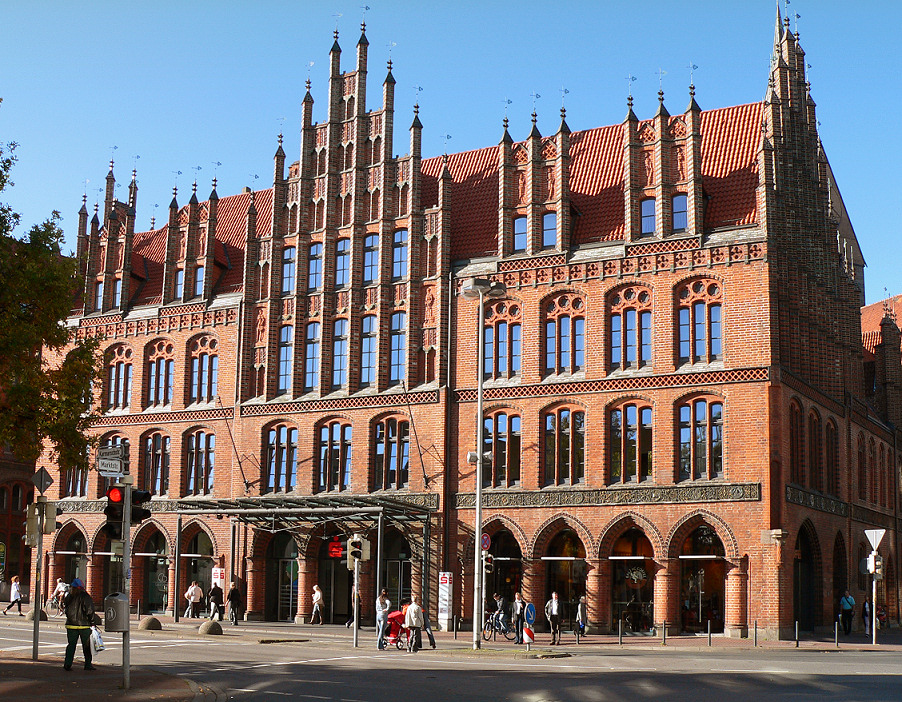
L'Altes Rathaus
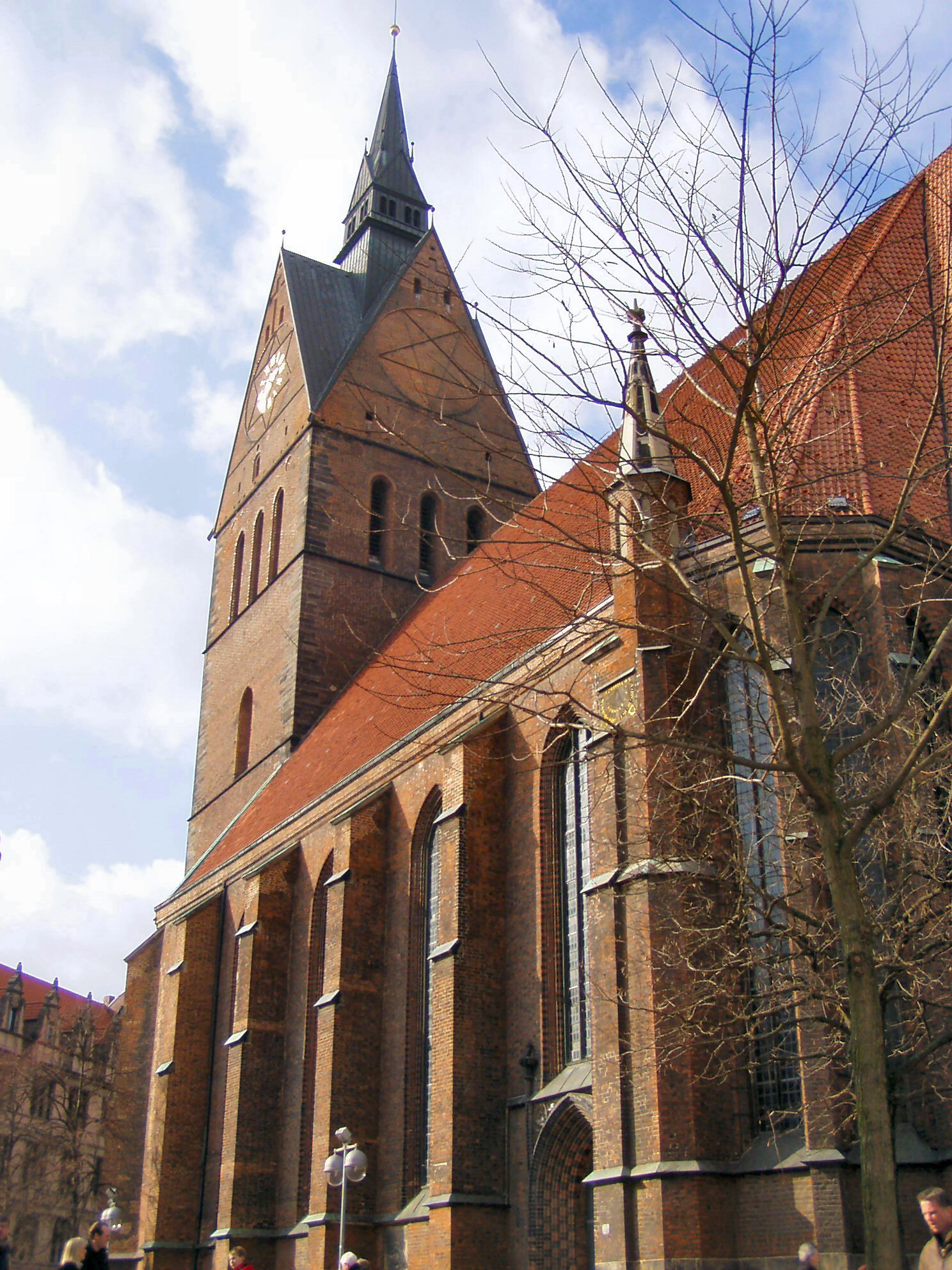
La Marktkirche.
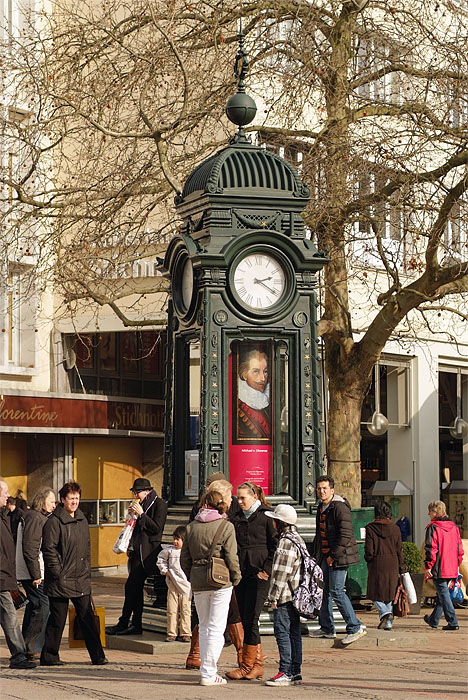
Orologio in Kröpcke Platz
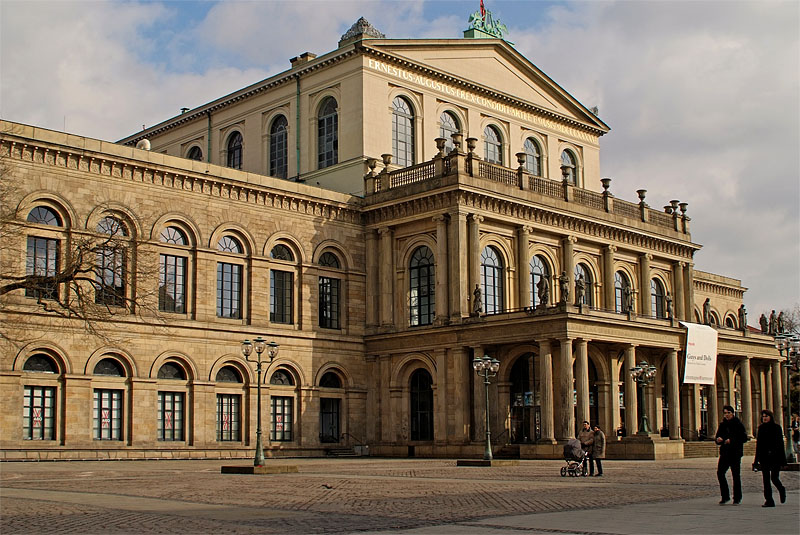
Il Teatro dell'Opera
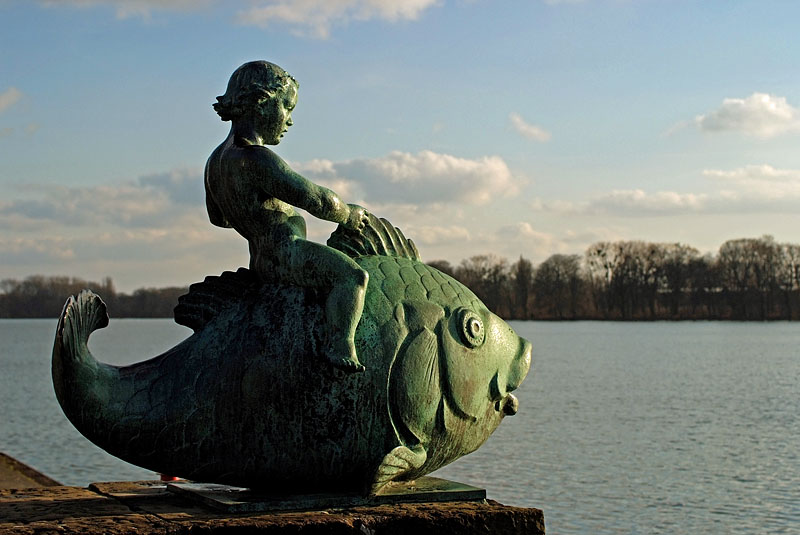
Il putto sul pesce, in riva al Maschsee.
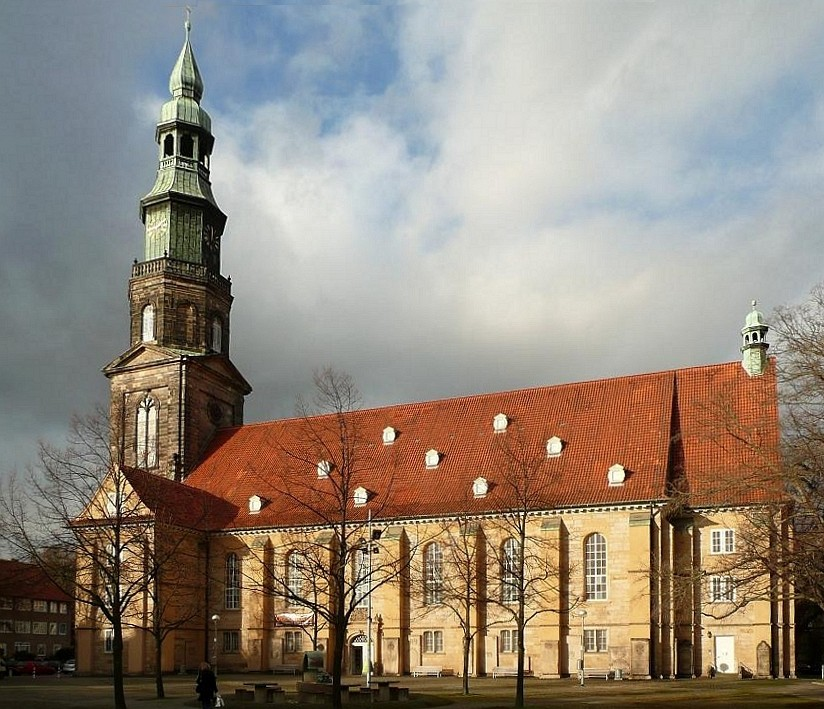
Neustädter Kirche
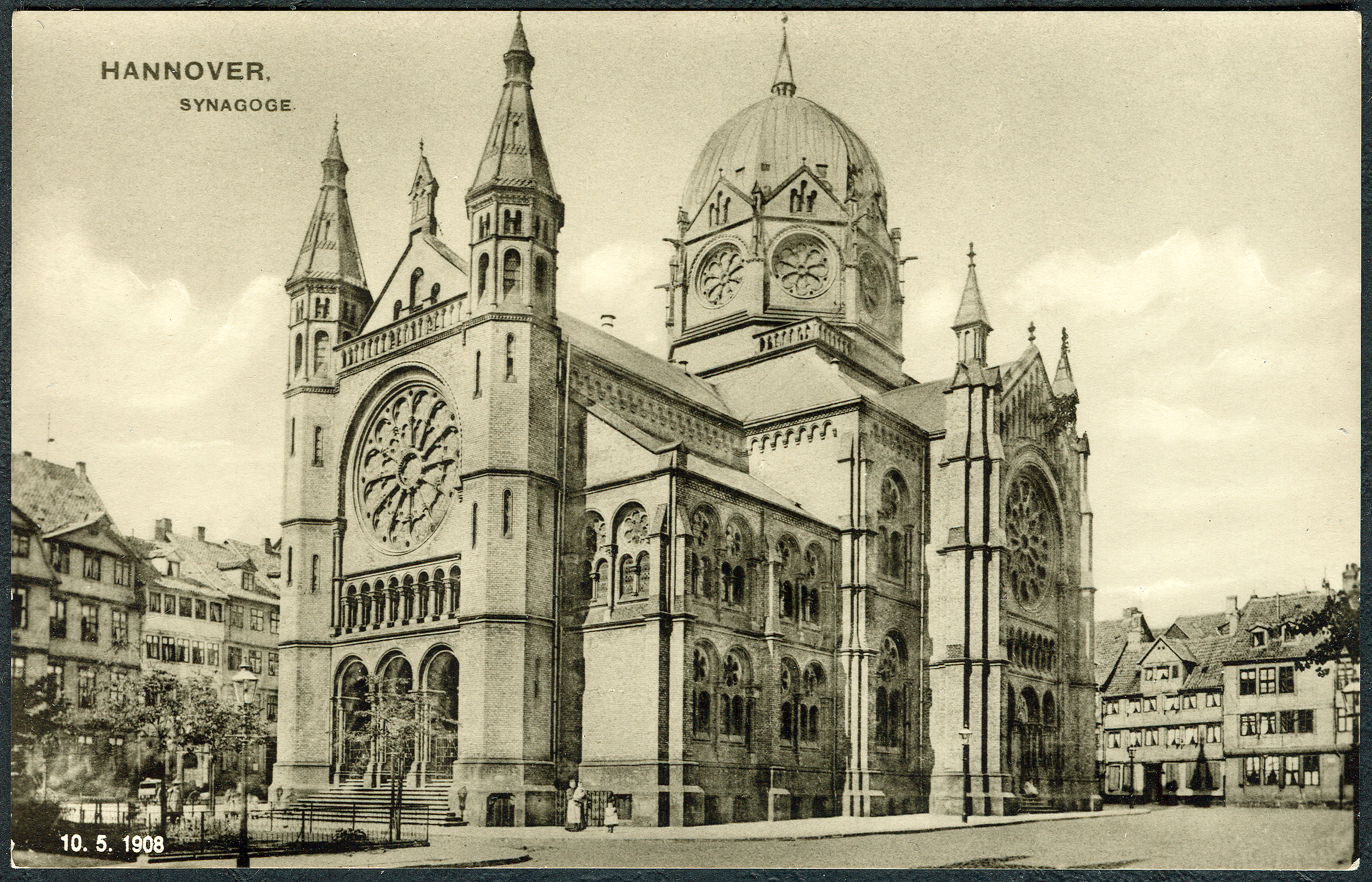
La Sinagoga nuova di Hannover (distrutta dai nazisti nel 1938)
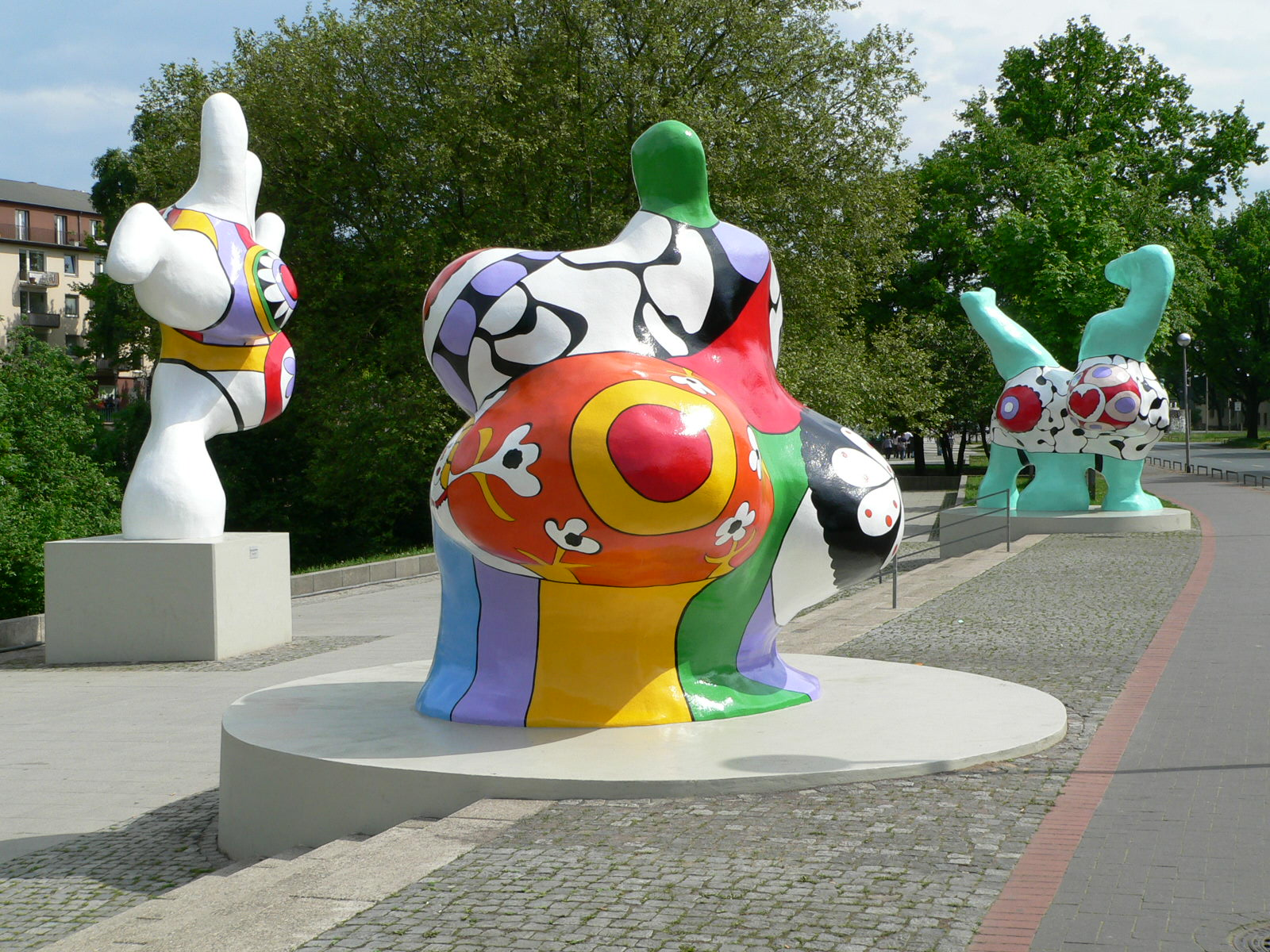
Le Nanas di Niki de Saint Phalle
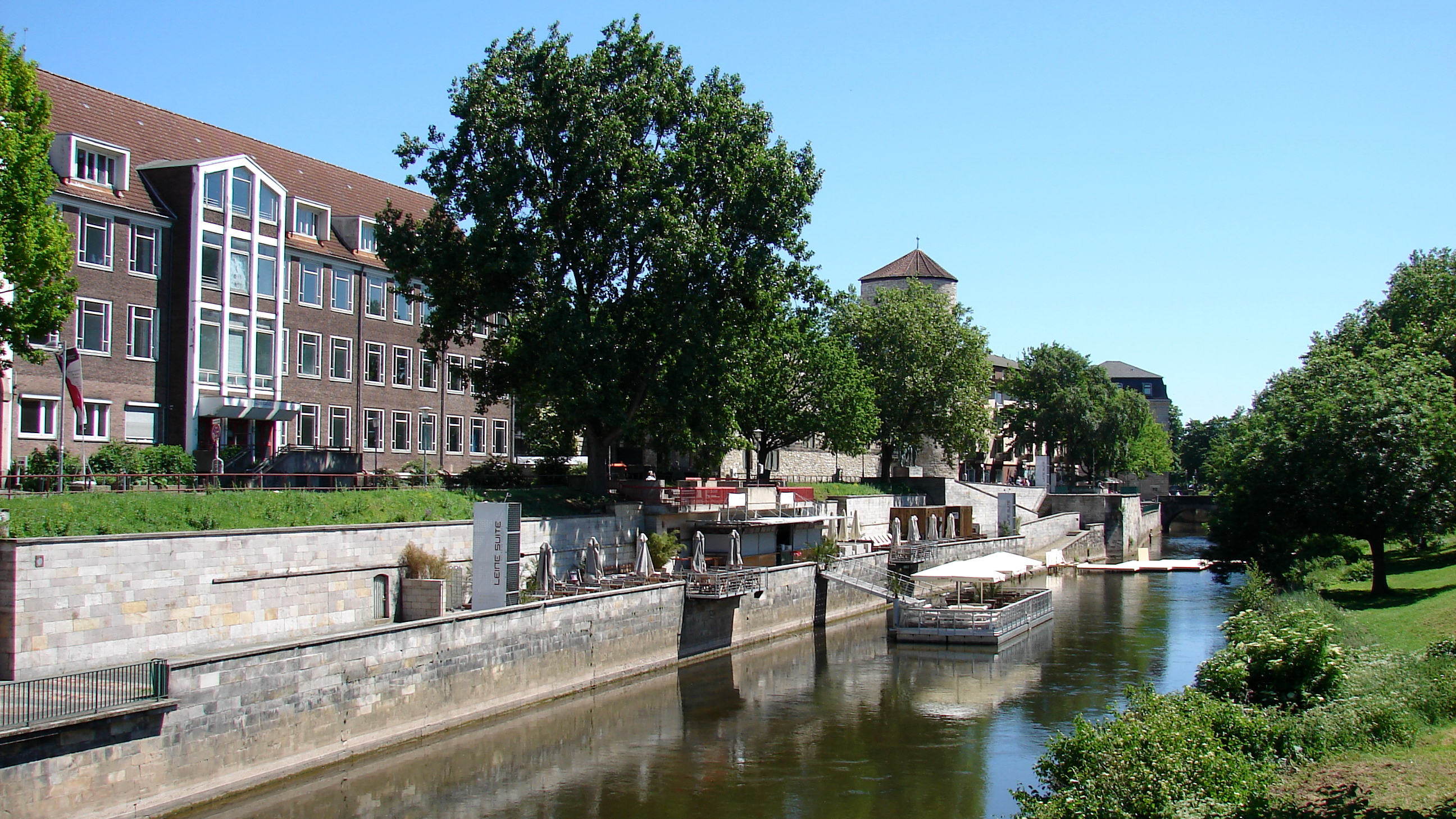
Il fiume ad Hannover lungo Hohes Ufer (in italiano "riva alta", da cui deriverebbe il nome della città di Hannover)